# Bión de Borístenes
Bión de Borístenes, (Olbia, Escitia, 325 a. C. - [desconocida]) fue un filósofo cínico hedonista y escéptico griego. Nació en la colonia griega de Olbia en Escitia, junto al estuario del río Borístenes (Dniéper).
Parece aproximarse más a los cínicos, cuyo ingenio cáustico y sus actitudes contrarias a lo establecido compartía. Pasó la mayor parte de su vida yendo de una ciudad a otra, dando conferencias y enseñando por dinero. Popularizó la diatriba («discurso hablado») griega como obra escrita, de modo que pudiera alcanzar a una audiencia más amplia, y la connotación algo ofensiva que la palabra tiene en época actual deriva de los ataques humorísticos pero afilados de Bión contra los defectos y las debilidades humanas. Fue notable su influencia sobre la sátira latina de Lucilio y Horacio. Se nos han conservado fragmentos bastante amplios de sus obras.